# ونسا ون کارتیه
ونسا ون کارتیه (به انگلیسی: Vanessa Van Cartier) (زاده ۳ دسامبر ۱۹۷۹) زن‌پوش بلژیکی است.
او یک زن ترنس است.